# جامعة الكرخ للعلوم
جامعة الكرخ للعلوم هي جامعة عراقية حكومية تأسست عام 2014 متخصصة في مجال العلوم تقع في مدينة بغداد، ورئيسها ثامر عبد الأمير .

## الجوائز
حصلت الجامعة على درع التميز.

## انظر ايضاً
- جامعة بغداد
- جامعة البصرة
- جامعة الموصل

## وصلات خارجية
رابط موقع جامعة الكرخ للعلوم